# Mała Krokiew (Westtatra)

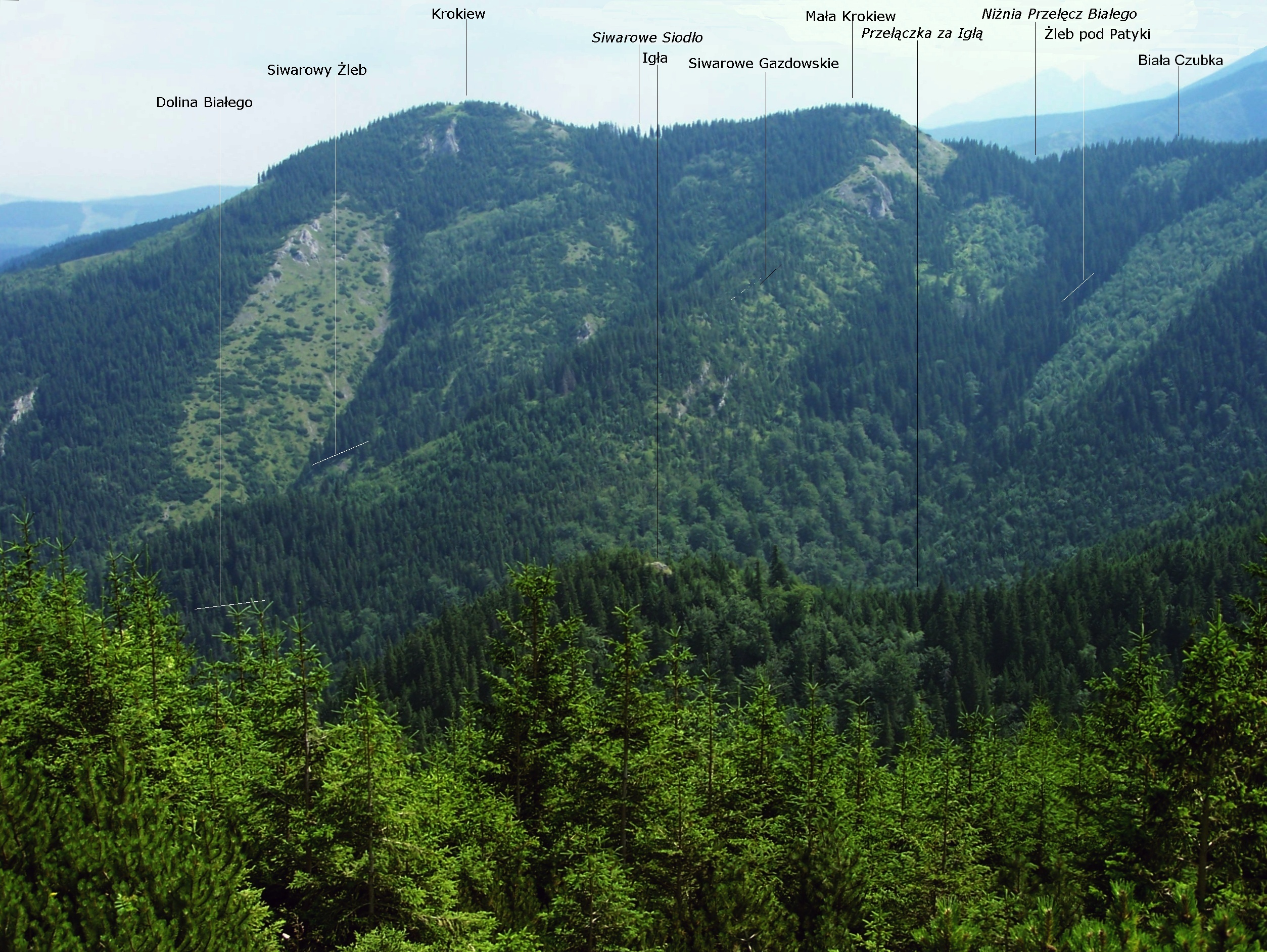
Blick von der Sarnia Skała

Die Mała Krokiew ist ein Berg in der polnischen Westtatra mit 1365 Metern Höhe im Massiv der Krokiew.

## Lage und Umgebung
Unterhalb des Gipfels liegen die Täler Dolina Strążyska und Dolina Małej Łąki. 

## Tourismus
Die Mała Krokiew ist bei Wanderern sehr beliebt.

### Routen zum Gipfel
Ein Wanderweg führt auf den Gipfel.
- ▬ Der schwarz markierte Wanderweg Ścieżka nad Reglami führt vom Zakopaner Stadtteil Kuźnice über den Gipfel bis ins Tal Dolina Chochołowska.
- ▬ Ein gelb markierter Wanderweg führt vom Kloster Klasztor Albertynek na Kalatówkach auf den Gipfel.

Als Ausgangspunkt für eine Besteigung seiner Hänge aus den Tälern eignen sich die Kondratowa-Hütte, Ornak-Hütte und das Kalatówki-Berghotel.

## Belege
- Zofia Radwańska-Paryska, Witold Henryk Paryski, Wielka encyklopedia tatrzańska, Poronin, Wyd. Górskie, 2004, ISBN 83-7104-009-1.
- Tatry Wysokie słowackie i polskie. Mapa turystyczna 1:25.000, Warszawa, 2005/06, Polkart, ISBN 83-87873-26-8.